# Liste der Ehrenbürger von Bremerhaven
Die Stadt Bremerhaven beziehungsweise deren Vorgängergemeinden Lehe, Geestemünde und Wesermünde haben seit 1885 bis heute (Stand 2014) insgesamt 26 Personen das Ehrenbürgerrecht verliehen, von denen 23 Ehrungen noch Bestand haben.
Während der Zeit des Nationalsozialismus waren Otto Telschow, Hermann Göring und Carl Röver zu Ehrenbürgern von Wesermünde (Telschow auch von Bremerhaven) ernannt worden. Diese Ehrungen wurden durch Beschluss der Stadtverordnetenversammlung am 20. Juli 1949 wieder aberkannt.
Hinweis: Die Auflistung erfolgt chronologisch nach Datum der Zuerkennung.

## Die Ehrenbürger der Stadt Bremerhaven

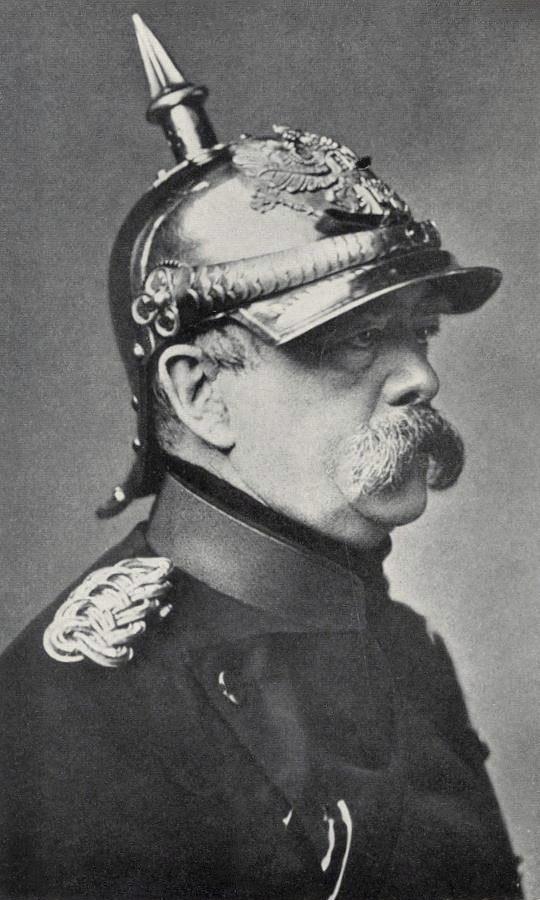
Otto von Bismarck

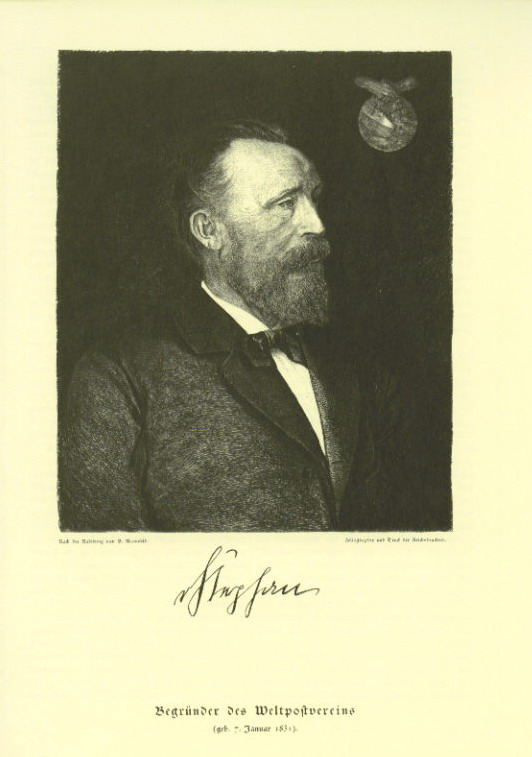
Heinrich von Stephan

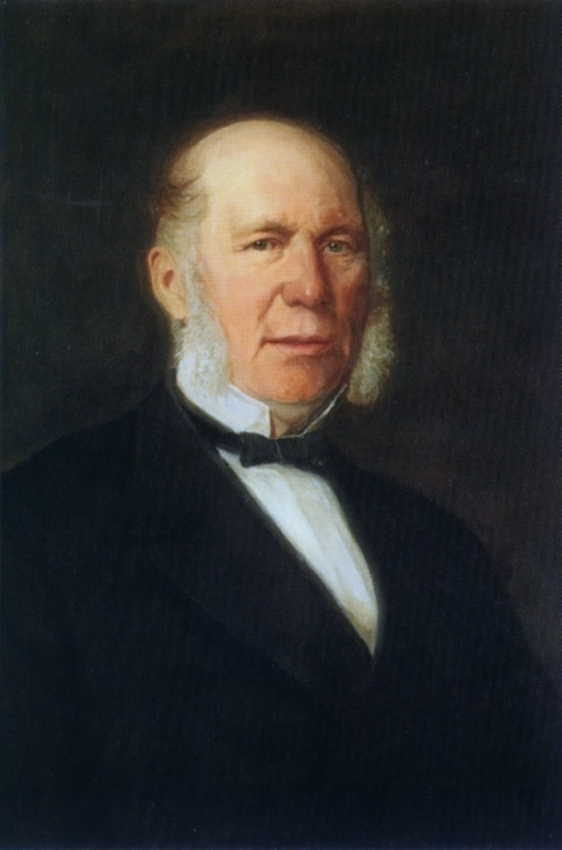
Hermann Henrich Meier

1. Otto von Bismarck (* 1. April 1815 in Schönhausen; † 30. Juli 1898 in Friedrichsruh bei Hamburg)
Reichskanzler
Verleihung 1885
Der Fürsprache des Reichskanzlers ist die Erweiterung des Gebiets von Bremerhaven und die Gewährung finanzieller Mittel für die Einrichtung neuer Schifffahrtslinien zu verdanken.
2. Karl Heinrich von Boetticher (* 6. Januar 1833 in Stettin; † 6. März 1907 in Naumburg an der Saale)
Stellvertreter des Reichskanzlers
Verleihung 1885
Boetticher war gemeinsam mit Heinrich von Stephan Verhandlungsführer beim Vertragsabschluss mit dem Norddeutschen Lloyd über die Einrichtung neuer Schifffahrtslinien.
3. Ernst Heinrich Wilhelm von Stephan (* 7. Januar 1831 in Stolp; † 8. April 1897 in Berlin)
Pionier des Post- und Telegrammverkehrs
Verleihung 1885
Stephan war gemeinsam mit Karl Heinrich von Boetticher Verhandlungsführer beim Vertragsabschluss mit dem Norddeutschen Lloyd über die Einrichtung neuer Schifffahrtslinien.
4. Hermann Henrich Meier (* 16. Oktober 1809: † 17. November 1898)
Unternehmer
Verleihung 1885
Maier war Gründer des Norddeutschen Lloyd. In Bremerhaven richtete er mit der Reederei Linienverbindungen in die Vereinigten Staaten und nach Australien ein.
5. Georg Wilhelm Claussen (* 23. Januar 1845; † 19. Juni 1919)
Direktor
Verleihung 1919 in Geestemünde
Als Leiter der Tecklenborg-Werft führte Claussen im Schiffbau die moderne Eisenbauweise ein.
6. Georg Diedrich Seebeck
Werftbesitzer
Verleihung 1920 in Geestemünde (* 7. November 1845; † 27. Februar 1928)
Seebeck ist Gründer der nach ihm benannten Schiffswerft. Dort wurden bis zu seinem Tod insgesamt 468 Schiffe vom Stapel gelassen.
7. Heinrich Kuhlmann (* 24. Mai 1855; † 17. Februar 1922)
Stadtverordnetenvorsteher und Stadtrat
Verleihung 1920
Kuhlmann diente 24 Jahre lang als Stadtverordneter und Stadtrat. Auf seine Initiative geht die Errichtung des Schlacht- und Viehofs Bremerhaven-Lehe zurück.
8. Rudolf Mädger (* 16. Dezember 1860 in Dresden; † 10. Dezember 1928 in Wesermünde)
Zimmermann, Gastwirt
Verleihung 1924 in Lehe
Von 1919 bis 1924 war Mädger ehrenamtlicher Senator im Magistrat der Stadt Lehe. Wegen seiner reichen Erfahrung und seines weitschauenden Blickes, die der Stadt Lehe von größtem Nutzen waren, wurde er in der letzten Sitzung des Magistrats nach dem Zusammenschluss von Lehe zur Stadt Wesermünde mit der Ehrenbürgerschaft geehrt.
9. Johann Karl Harries (* 11. September 1862; † 18. Mai 1925)
Rechtsanwalt und Notar
Verleihung 1924 in Lehe
Harries diente 20 Jahre lang als ehrenamtlicher Senator im Magistrat der Stadt Lehe
10. Friedrich Timmermann (* 20. April 1855; † 12. Januar 1928)
Landwirt
Verleihung 1924 in Lehe
Auf Timmermann geht entscheidend die Erweiterung des Speckenbütteler Parks zurück, den er bis zu seinem Lebensende betreute.
11. Johann Hinrich Schmalfeldt (* 28. November 1850; † 30. Dezember 1937),
Reichstagsabgeordneter (SPD), Stadtverordneter (USPD, SPD), Bürgerschaftsabgeordneter, Wohltäter
Verleihung 1930 (aberkannt am 6. Juni 1936 durch die Nationalsozialisten, wiederhergestellt am 20. Juli 1949 auf Beschluss der Stadtverordnetenversammlung)
Schmalfeldt setzte sich im Reichstag und später in der Bremischen Bürgerschaft nachhaltig für die sozialen Anliegen der Seeleute und der armen Bevölkerung ein.
12. August Lührs (* 23. März 1861; † 25. November 1939)
Gastwirt
Verleihung 1931 in Wesermünde
Lührs diente von 1919 bis 1930 in Geestemünde bzw. Wesermünde als ehrenamtlicher Senator. Er war Mitbegründer des Gemeinnützigen Bauvereins Geestemünde-Süd.
  - Otto Telschow (* 27. Februar 1876 in Wittenberge; † 31. Mai 1945 in Lüneburg)

Gauleiter in Lüneburg-Stade bzw. Ost-Hannover
Verleihung 1933 in Wesermünde, 1937 in Bremerhaven, aberkannt am 20. Juli 1949
  - Hermann Göring (* 12. Januar 1893 in Rosenheim; † 15. Oktober 1946 in Nürnberg)

Preußischer Ministerpräsident
Verleihung 1936 in Wesermünde, aberkannt am 20. Juli 1949
  - Carl Röver (* 12. Februar 1889 in Lemwerder; † 15. Mai 1942 in Berlin)

Gauleiter der NSDAP in Weser-Ems
Verleihung 1937 in Wesermünde, aberkannt am 20. Juli 1949
13. Adolf Butenandt (* 24. März 1903 in Lehe; † 18. Januar 1995 in München)
Professor für Biochemie und Nobelpreisträger, Wohltäter
Verleihung 1960
Die Ehrenbürgerschaft wurde ihm als Ausdruck des Dankes der Stadt für sein verdienstvolles Wirken zum Wohl der Menschheit und als Zeichen der Dankbarkeit und Liebe, die er seiner Vaterstadt stets bewahrt hat, verliehen.
14. Wilhelm Kaisen (* 22. Mai 1887 in Hamburg; † 19. Dezember 1979 in Bremen)
Präsident des Senats und Bürgermeister von Bremen
Verleihung 1965
Mit der Ehrung wurden Kaisens große Verdienste bei der Überwindung der verheerenden Auswirkungen des Krieges und der Entfaltung neuen Lebens in der Stadt gewürdigt.
15. Gerhard van Heukelum
Oberbürgermeister und Senator
Verleihung 1968
Heukelum setzte sich nach Kriegsende für die Linderung der Not und den Wiederaufbau der Stadt ein. Er war entschiedener Befürworter des Anschlusses von Wesermünde an das Land Bremen.

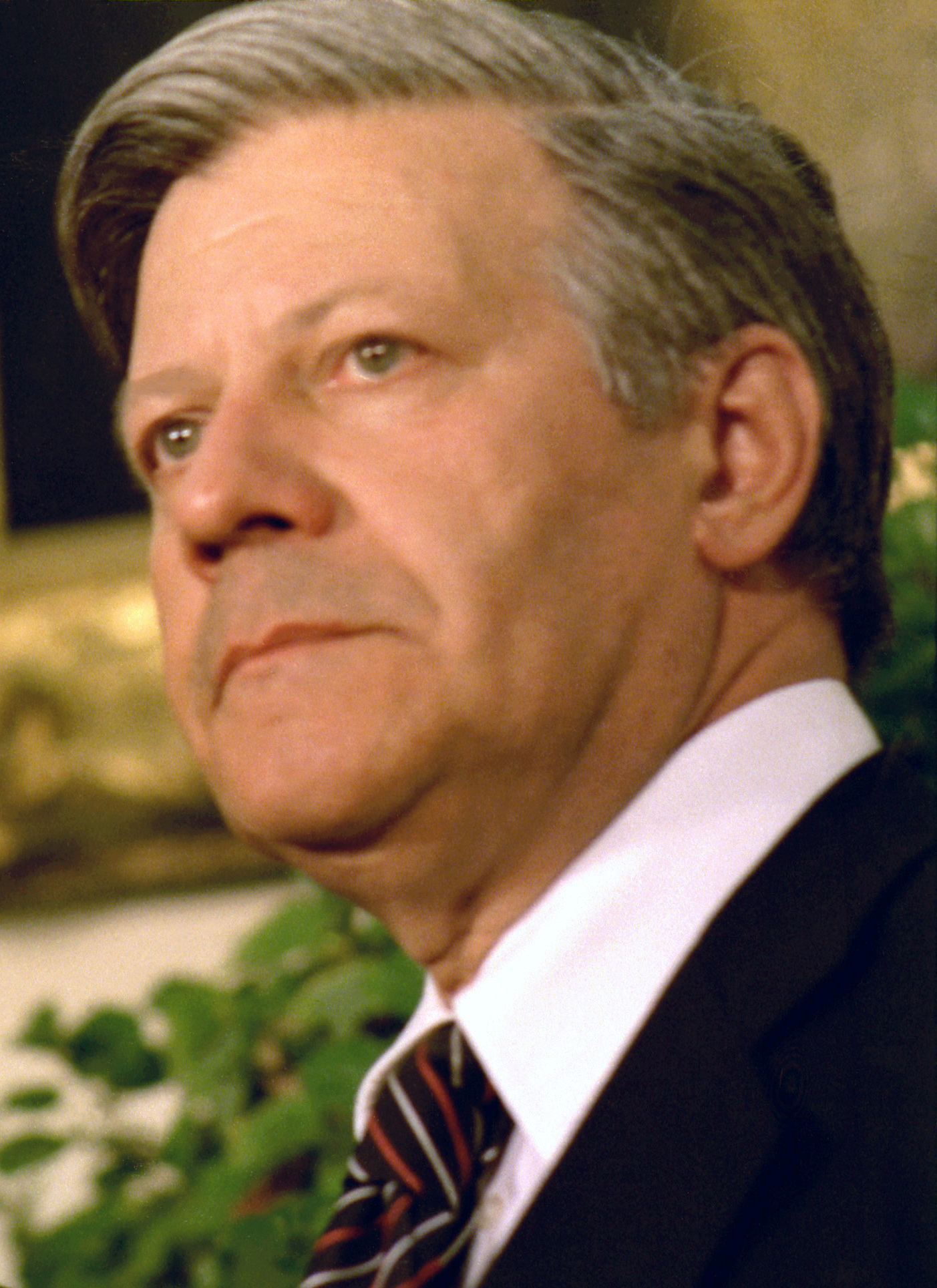
Helmut Schmidt
16. Helmut Schmidt (* 23. Dezember 1918 in Hamburg; † 10. November 2015 in Hamburg)
Bundeskanzler
Verleihung 1983
Sein nachhaltiges Eintreten für die Stärkung der Stadt als Zentrum der deutschen Polarforschung mit der Errichtung des Alfred-Wegener-Instituts für Polar- und Meeresforschung wurde mit der Verleihung der Ehrenbürgerschaft gewürdigt.
17. Ingrid Ehlerding (* 4. Februar 1948)
18. Karl Ehlerding (* 25. Juli 1942 in Bremerhaven)
Unternehmerehepaar
Verleihung 1998
Mit der Gründung der Pro Jugend Stiftung und ihrem Einsatz für die Belange der Jugend engagierte sich das Ehepaar in herausragender und vorbildlicher Weise für das Gemeinwohl der Stadt.
19. Mathilde Lehmann
Stadtverordnetenvorsteherin
Verleihung 2006
Lehmann gehörte fast 40 Jahre lang der Stadtverordnetenversammlung an. Als Stadtverordnetenvorsteherin und Gesundheitsdezernentin erwarb sie sich große Verdienste um die Stadt.
20. Friedrich Dieckell (* 24. Juli 1931; † 27. Februar 2013)
Bremerhavener Unternehmer und Mäzen
Verleihung 2007
Dieckell siedelte erfolgreich immer wieder neue Firmen in der Stadt an. Mit seinem wirtschaftlichen Erfolg förderte er zahlreiche wissenschaftliche, soziale, schulische, sportliche und kulturelle Aktivitäten.
21. Gotthilf Hempel (8. März 1929 in Göttingen)
Verleihung 2010
Meeresbiologe und Professor.
Gründungsdirektor des Alfred-Wegener-Instituts für Polar- und Meeresforschung in Bremerhaven
  - Jörn Thiede (* 14. April 1941 in Berlin; † 15. Juli 2021)

Verleihung 2010
Geologe/Paläontologe und Professor
Direktor des Alfred-Wegener-Instituts für Polar- und Meeresforschung in Bremerhaven
22. Werner Lüken
Verleihung 2010
Geschäftsführender Gesellschafter der Lloyd Werft Bremerhaven
Im Förderverein Deutsches Schifffahrtsmuseum und im Initiativkreis Deutsches Auswandererhaus.
23. Eddy Lübbert
Verleihung 2013
...
...
24. Manfred Ernst
Verleihung 2015
Rechtsanwalt
...